# Alejandro Argüello
Alejandro Argüello Roa (n. 25 de enero de 1982, Ciudad de México) es un exfutbolista mexicano que se desempeñaba como medio de contención. Se retiró en el 2012 en el Correcaminos de la UAT de la extinta Liga de Ascenso MX.

## Carrera

### Club América
En el año 2004 mientras estaba en las fuerzas básicas del América, el técnico Oscar Ruggeri hizo pruebas y a él fue al primero en escoger. Realizó la pretemporada y debutó ese mismo año contra Dorados (América 3-2 Dorados)
Luego de cuatro años en el primer equipo, Argüello se volvió indiscutible en la zona de contención. 
Además de recuperar el balón, ir por los costados, era un buen pasador y dueño de algo especial: su disparo de media distancia, esta lo demostró en el Interliga 2008 donde anotó 3 goles de esa manera.
En la final de la ¨Copa Sudamericana¨ que disputaron América contra Arsenal de Sarandí, metió un gol al ángulo en la ida en Azteca que dio el 2-1, aunque el resultado final fue 2-3 a favor de Arsenal. En la vuelta en Argentina, ganó el América 1-2 pero perdió por goles de visitante y quedó Subcampeón de la edición de 2007 de esta copa.

### Jaguares de Chiapas
Después de haberse rumorado problemas personales con el técnico Jesús Ramírez fue negociado y cedido a préstamo seis meses a los Jaguares de Chiapas, después fue transferido a Tigres cedido por 6 meses.

## Clubes
| Club                    | País   | Año       |
| ----------------------- | ------ | --------- |
| Zacatepec               | México | 2002-2004 |
| América                 | México | 2004-2009 |
| Jaguares de Chiapas     | México | 2009-2010 |
| Tigres de la U. de N.L. | México | 2010      |
| Puebla FC               | México | 2011      |
| Correcaminos            | México | 2012-     |

## Palmarés

### Campeonatos nacionales
| Título                     | Club         | País   | Año  |
| -------------------------- | ------------ | ------ | ---- |
| Primera División de México | Club América | México | 2005 |
| Campeón de Campeones       | Club América | México | 2005 |

### Títulos internacionales
| Título                           | Club    | Sede   | Año  |
| -------------------------------- | ------- | ------ | ---- |
| Copa de Campeones de la Concacaf | América | México | 2006 |

- Datos: Q954364